# Zipaquirá
Zipaquirá è un comune della Colombia facente parte del dipartimento di Cundinamarca. Appartenente territorialmente all'antica regione della Savana di Bogotá, nel suo territorio vi sono miniere di sale. 
Il centro abitato venne fondato nel 1600. La cittadina non è nota solo per l'estrazione del sale, ma anche per i più antichi ritrovamenti di ossa umane della Colombia, nella Valle de El Abra.

## Monumenti e luoghi di interesse

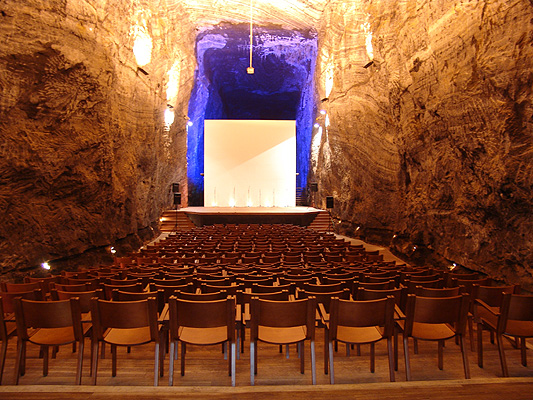
L'auditorium della cattedrale di sale di Zipaquirá

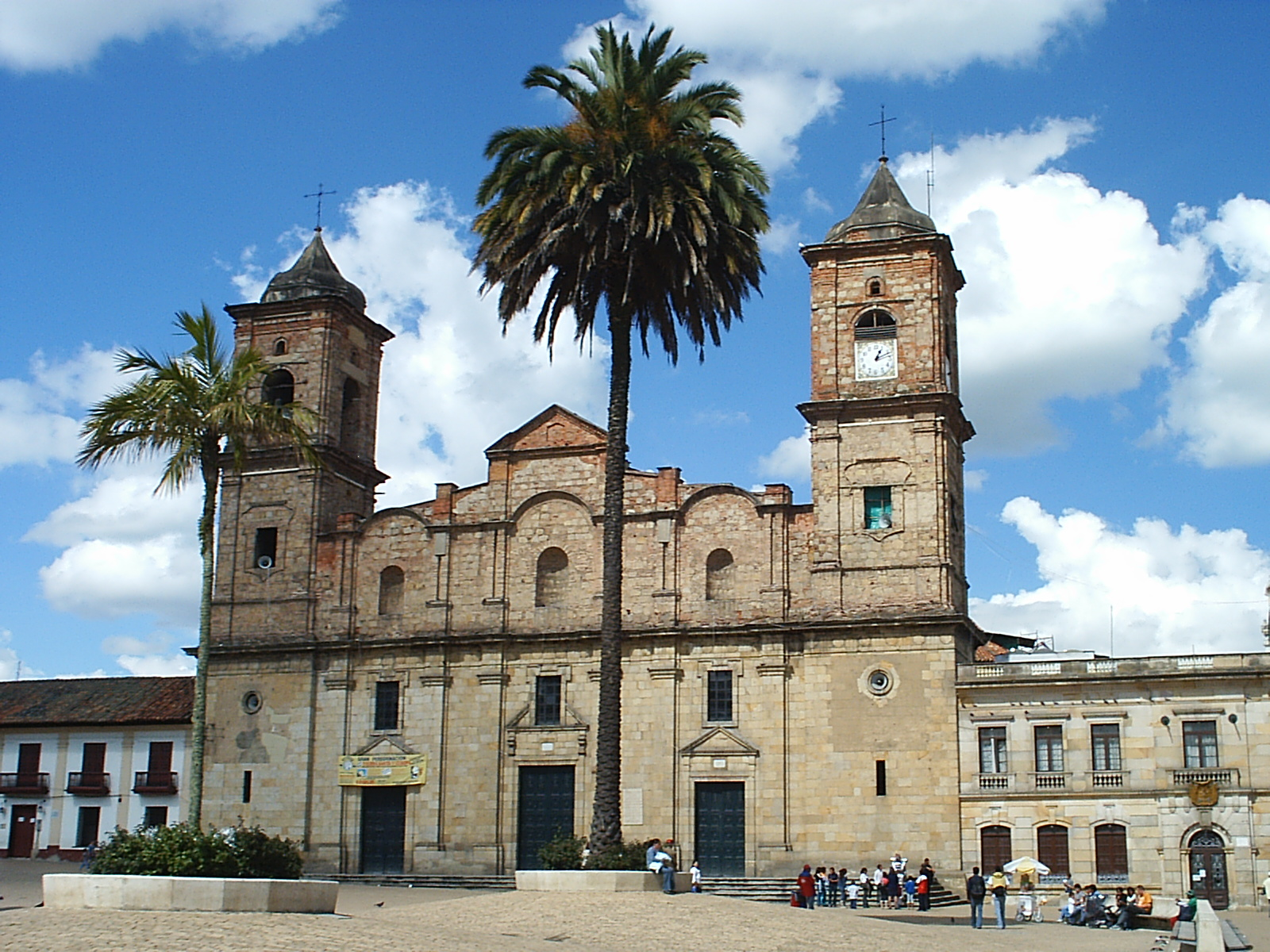
La facciata della Cattedrale della Santissima Trinità e di Sant'Antonio di Padova

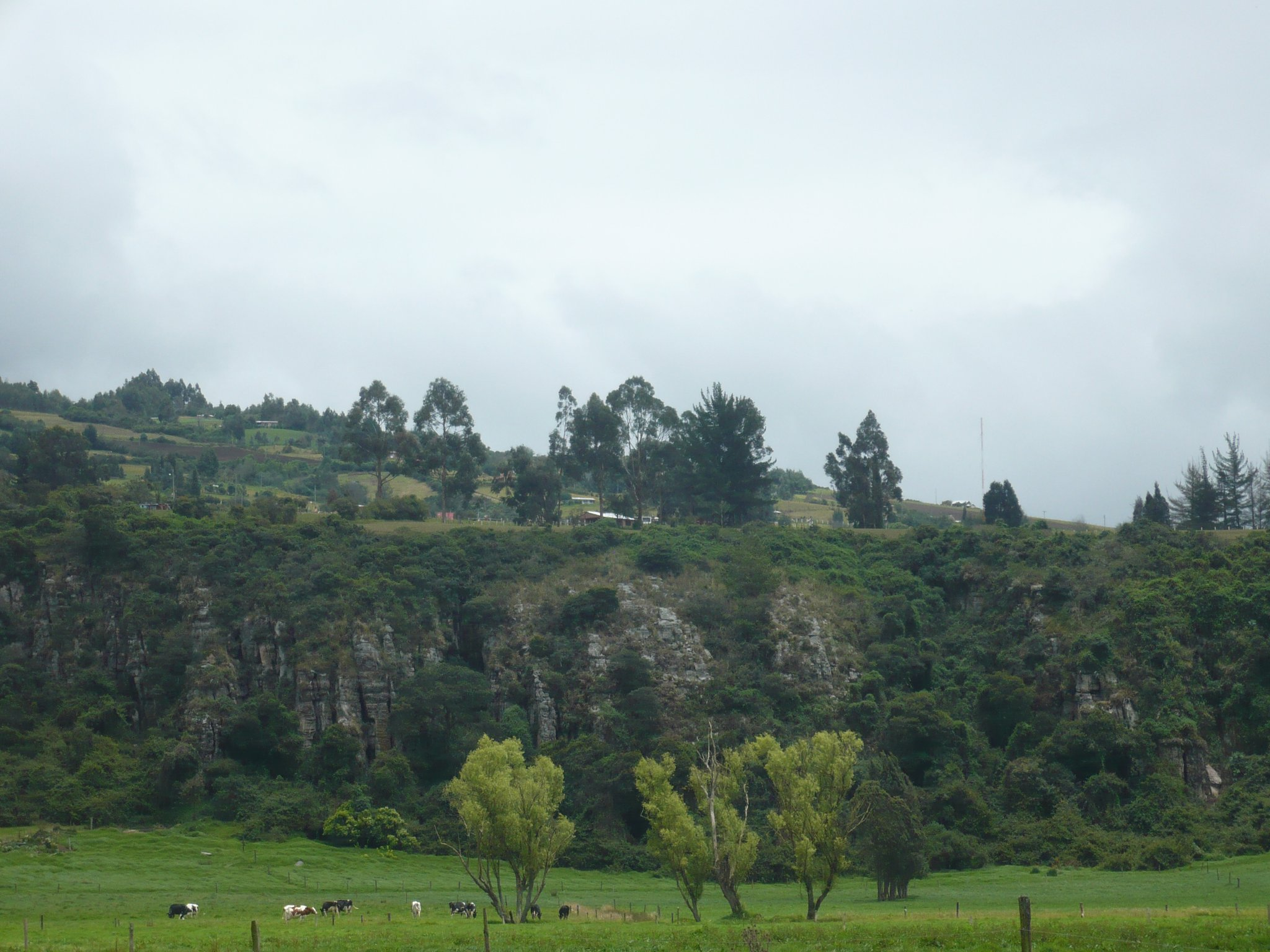
Zona archeologica di El Abra

- Cattedrale di sale di Zipaquirá. È uno spazio re sacro ospitato all'interno delle miniere di sale. È anche uno dei santuari cattolici più celebri della Colombia ed è dedicato alla Madonna del Rosario. All'interno ospita una ricca collezione artistica, soprattutto sculture di sale e di marmo. È una rinomata attrazione per pellegrini e turisti.
- Cattedrale della Santissima Trinità e Sant'Antonio di Padova, chiesa di stile neoclassico progettata da fra' Domingo de Petrés. Richiese 111 anni per il suo completamento, avvenuto nel 1916.
- Sito archeologico di El Abra. Nato con i primi scavi nel 1967, la stratigrafia degli strumenti fatti in pietra, le ossa, e i fossili vegetali rinvenuti hanno permesso di accertare una datazione intorno al 12.400 a.C. circa.
- Palazzo comunale, con il suo tetto verde di stile repubblicano
- Palazzo dell'amministrazione delle saline, con il suo tetto verde di stile repubblicano
- Centro storico, con case caratteristiche di stile coloniale